# Кавадзу, Асука
Асука Кавадзу (яп. 川津 明日香, родилась 12 февраля 2000, Токио, Япония) — японская актриса и модель. Она представлена агентством Asia Promotion.

## Биография
В 2014 году Кавадзу выиграла титул Мисс Seventeen 2014 и впервые начала свою карьеру в качестве эксклюзивной модели для японского журнала Seventeen.
Она дебютировала в боевике 2016 года Defying Kurosaki-kun.
Она сыграла главную женскую роль в драме токусацу 2020 года Kamen Rider Saber.

## Фильмография

### Фильмы
| Год  | Название                                                                             | Роль          | Источн. |
| ---- | ------------------------------------------------------------------------------------ | ------------- | ------- |
| 2016 | Defying Kurosaki-kun                                                                 | Такако Курусу |         |
| 2017 | My Brother Loves Me Too Much                                                         | Аика Кирино   |         |
| 2020 | Kamen Rider Saber Theatrical Short Story: The Phoenix Swordsman and the Book of Ruin | Мэи Судо      |         |
| 2021 | Between Us                                                                           | Хикари Масиба | [ 5 ]   |
| 2021 | Saber + Zenkaiger: Super Hero Senki                                                  | Мэи Судо      | [ 6 ]   |
| 2022 | Ima wa Chotto, Tsuitenai dake                                                        |               | [ 7 ]   |